# Prunus subg. Padus
Padus es un subgénero del género Prunus, que se caracteriza por tener hojas caducas, con las flores 12-30 juntas en delgados racimos producidos a finales de primavera y después de brotar las hojas. La fruta pequeña, es ácida y por lo general sólo aceptable para los pájaros. Son nativos en toda la zona templada del hemisferio norte.
Algunos botánicos tratan el subgénero como un género distinto Padus.

## Especies
- Prunus cornuta - Himalaya
- Prunus cuthbertii - Georgia, Estados Unidos
- Prunus grayana - Japón
- Prunus maackii - nordeste Asia
- Prunus padus - Europa y oeste de Asia
- Prunus serotina - Norteamérica
- Prunus ssiori - (Hokkaidō)
- Prunus virginiana - Norteamérica